# 皮奧奇
皮奥奇位于美国内华达州东部，是林肯县的县治。皮奥奇是一個普查指定地點暨未組成社團社區，位於拉斯維加斯以東北約180英里（290）。其海拔為6,060英尺（1,850）。本城取名自舊金山金融家弗朗索瓦·路易斯·阿爾弗雷德·皮奥奇。根據2010年人口普查，本城共有人口1,002人。